# Merlines
Merlines település Franciaországban, Corrèze megyében. Lakosainak száma 726 fő (2022. január 1.). Merlines Aix, Eygurande, Monestier-Merlines, Saint-Étienne-aux-Clos, Messeix és Savennes községekkel határos.

## Népesség
A település népességének változása:
| Lakosok száma | 1027 | 1028 | 948  | 830  | 777  | 744  | 718  | 705  | 697  | 726  |
|               | 1968 | 1982 | 1990 | 2006 | 2013 | 2015 | 2017 | 2019 | 2020 | 2022 |